# Höganäs distrikt
Höganäs distrikt är ett distrikt i Höganäs kommun och Skåne län. 
Distriktet ligger omkring Höganäs. 

## Tidigare administrativ tillhörighet
Distriktet inrättades 2016 och utgörs av en del av området som Höganäs stad omfattade till 1971, delen som staden omfattade före 1967.
Området motsvarar den omfattning Höganäs församling hade 1999/2000.